# كلاتة حبيب (إسفراين)
كلاتة حبيب (بالفارسية: کلاته حبیب) هي قرية تقع في قسم ميلانلو الريفي في إيران. عند تعداد 2006، كان عدد سكانها 119 نسمة موزعة على 31 عائلة.